# Nicolás Albarracín
Nicolás Gabriel Albarracín Basil (n. Montevideo, Uruguay; 11 de junio de 1993), conocido simplemente como Nicolás Albarracín, es un futbolista uruguayo, juega como centrocampista y actualmente se encuentra en Foshan Nanshi de la Primera Liga China.

## Trayectoria
Albarracín comenzó su carrera en las inferiores y juveniles en City Park, club de la Costa de Oro.
Realizó las juveniles en Montevideo Wanderers y debutó como profesional con los bohemios el 21 de noviembre de 2010. Jugó 56 partidos y anotó 11 goles, logró el Torneo Clausura del 2014.
Estuvo a préstamo en Italia por un año en Spezia, no tuvo continuidad ya que jugó 4 partidos en la Serie B.
Fue fichado por Peñarol para la temporada 2015/16. En el Torneo Apertura jugó 12 partidos de 15 y en la última fecha lograron el título.
El 9 de abril de 2016, jugó como titular el primer partido oficial en el Estadio Campeón del Siglo de los aurinegros, al minuto 20 anotó el primer gol oficial del estadio, además brindó una asistencia y finalmente ganaron 2 a 1. Nicolás fue elegido el jugador del partido.
En el Torneo Clausura, jugó 10 partidos y anotó 2 goles. Tras vencer a Plaza Colonia en una final, se coronaron campeones de la temporada 2015/16.
Fue anunciado por Deportivo Cali el 3 de enero de 2017 como nuevo refuerzo a préstamo, al día siguiente el jugador viajó a Colombia para incorporarse al club. Debutaría por liga el día 5 de febrero en la derrota 0-2 frente a Envigado, donde tuvo una aparición notable. Tuvo dos opciones de gol claras y fue el arquero rival quien intervino.
En el 2019 protagonizó una aparición pública que lo involucraba con violencia de género hacia su expareja Natalia Camilo.
Para el 2024 ficha por la Carlos A. Mannucci para afrontar la Liga 1 2024. El club acabó en el puesto 16 de la tabla de la Liga 1 2024 al final de la temporada, por lo que terminó descendiendo a la Liga 2. Jugó un total de 28 partidos y anotó 4 goles.

## Selección nacional
Albarracín ha sido parte de la selección de Uruguay en las categorías juveniles sub-20 y sub-22.
El 21 de mayo de 2015 fue incluido en la lista preliminar de 30 jugadores para defender a la selección de Uruguay en los Juegos Panamericanos de Toronto.
El 17 de junio fue confirmado en la lista de 18 jugadores para defender a la Celeste en los Panamericanos que se realizarán en Canadá. Estuvo presente en los 5 partidos que jugó Uruguay, marcó 1 gol, brindó una asistencia y obtuvieron la medalla de oro al vencer a México en la final.

### Participaciones en juveniles
| Competición               | Sede   | Resultado      | Part. | Goles | Asist. |
| ------------------------- | ------ | -------------- | ----- | ----- | ------ |
| Juegos Panamericanos 2015 | Canadá | Medalla de Oro | 5     | 1     | 1      |

### Detalles de partidos
| Con Uruguay Sub-22 | Con Uruguay Sub-22 | Con Uruguay Sub-22 | Con Uruguay Sub-22  | Con Uruguay Sub-22 | Con Uruguay Sub-22                  | Con Uruguay Sub-22 | Con Uruguay Sub-22   | Con Uruguay Sub-22 | Con Uruguay Sub-22 |
| N.º                | Rival              | Resultado          | Fecha               | Lugar              | Competencia                         | Goles              | Asistencias          | Ref.               |                    |
| ------------------ | ------------------ | ------------------ | ------------------- | ------------------ | ----------------------------------- | ------------------ | -------------------- | ------------------ | ------------------ |
| 1                  | Trinidad y Tobago  | 4:0 (3:0)          | 13 de julio de 2015 | Hamilton · Canadá  | Juegos Panamericanos Fase de grupos | 30'                | 19' a Federico Ricca | 1                  |                    |
| 2                  | México             | 0:1 (0:0)          | 17 de julio de 2015 | Hamilton · Canadá  | Juegos Panamericanos Fase de grupos | -                  | -                    | 2                  |                    |
| 3                  | Paraguay           | 1:0 (0:0)          | 21 de julio de 2015 | Hamilton · Canadá  | Juegos Panamericanos Fase de grupos | -                  | -                    | 3                  |                    |
| 4                  | Brasil             | 2:1 (0:0)          | 23 de julio de 2015 | Hamilton · Canadá  | Juegos Panamericanos Semifinales    | -                  | -                    | 4                  |                    |
| 5                  | México             | 1:0 (1:0)          | 26 de julio de 2015 | Hamilton · Canadá  | Juegos Panamericanos Final          | -                  | -                    | 5                  |                    |

## Estadísticas

### Clubes
Actualizado al 17 de marzo de 2025.

| Club                          | País                | Año                 | Part. | Goles | Asist. |
| ----------------------------- | ------------------- | ------------------- | ----- | ----- | ------ |
| Montevideo Wanderers          | Uruguay             | 2010 - 2013         | 12    | 1     | 1      |
| Spezia (cedido)               | Italia              | 2013 - 2014         | 4     | 0     | 0      |
| Montevideo Wanderers          | Uruguay             | 2014 - 2015         | 55    | 10    | 20     |
| Peñarol                       | Uruguay             | 2015 - 2016         | 38    | 6     | 4      |
| Deportivo Cali (cedido)       | Colombia            | 2017                | 20    | 1     | 4      |
| Deportivo Lugo (cedido)       | España              | 2017 - 2018         | 27    | 1     | 4      |
| Montevideo Wanderers (cedido) | Uruguay             | 2018 - 2019         | 18    | 6     | 1      |
| Club Querétaro                | México              | 2020                | 2     | 0     | 0      |
| Plaza Colonia                 | Uruguay             | 2021                | 10    | 0     | 0      |
| Patronato                     | Argentina           | 2021                | 5     | 0     | 0      |
| Real Tomayapo                 | Bolivia             | 2022                | 29    | 6     | 5      |
| Montevideo Wanderers          | Uruguay             | 2023                | 36    | 3     | 8      |
| Carlos A. Mannucci            | Perú                | 2024                | 28    | 4     | 3      |
| Foshan Nanshi                 | China               | 2025                | 1     | 1     | 0      |
| Total en su carrera           | Total en su carrera | Total en su carrera | 285   | 39    | 50     |

### Selecciones
Actualizado al 26 de julio de 2015.

| Sub-20 · Uruguay                                          | 2011/12       | - | - | - | - | ?  | ? | ?  | ? |
| Sub-20 · Uruguay                                          | 2012/13       | - | - | - | - | ?  | ? | ?  | ? |
| Sub-20 · Uruguay                                          | Total sel.    | - | - | - | - | 10 | 0 | 10 | 0 |
| Sub-22 · Uruguay                                          | 2014/15       | 5 | 1 | - | - | 0  | 0 | 5  | 1 |
| Sub-22 · Uruguay                                          | Total sel.    | 5 | 1 | - | - | 0  | 0 | 5  | 1 |
| Total carrera                                             | Total carrera | 5 | 1 | - | - | 10 | 0 | 15 | 1 |
| (1)Incluidos los datos de los Juegos Panamericanos (2015) |               |   |   |   |   |    |   |    |   |

## Palmarés

### Títulos internacionales
| Competición          | Equipo         | País   | Año  |
| -------------------- | -------------- | ------ | ---- |
| Juegos Panamericanos | Uruguay Sub-22 | Canadá | 2015 |

### Campeonatos nacionales
| Competición         | Equipo               | País    | Año     |
| ------------------- | -------------------- | ------- | ------- |
| Torneo Clausura     | Montevideo Wanderers | Uruguay | 2014    |
| Torneo Apertura     | Peñarol              | Uruguay | 2015    |
| Campeonato Uruguayo | Peñarol              | Uruguay | 2015-16 |
| Torneo Apertura     | Plaza Colonia        | Uruguay | 2021    |

### Copas amistosas
| Competición          | Equipo         | País          | Año  |
| -------------------- | -------------- | ------------- | ---- |
| Suwon Cup            | Uruguay Sub-20 | Corea del Sur | 2011 |
| Copa Bandes          | Peñarol        | Uruguay       | 2016 |
| Copa Río de La Plata | Peñarol        | Argentina     | 2016 |

### Distinciones individuales
| Distinción                                                    | Año  |
| ------------------------------------------------------------- | ---- |
| Jugador Yumbo del partido Peñarol - Danubio (Torneo Clausura) | 2016 |